# Stomis pumicatus
Stomis pumicatus – gatunek chrząszcza z rodziny biegaczowatych i podrodziny dzierowatych. Zamieszkuje Europę i Azję Zachodnią, a ponadto zawleczony został do północnej Ameryki Północnej.

## Taksonomia
Gatunek ten opisany został po raz pierwszy w 1796 roku przez Georga W.F. Panzera pod nazwą Carabus pumicatus. Wyznaczony został gatunkiem typowym rodzaju Stomis.
W obrębie tego gatunku wyróżnia się dwa podgatunki:
- Stomis pumicatus obenbergeri Kult, 1940
- Stomis pumicatus pumicatus (Panzer, 1796)

## Morfologia
Chrząszcz o wydłużonym ciele długości od 6,1 do 8,9 mm, z wierzchu lśniącym i ubarwionym smoliście czarno lub ciemnobrunatnie, a od spodu smoliście brązowo; czułki i odnóża są żółtobrązowe do czerwonobrązowych. Żuwaczki są brunatne, bardzo długie, co najmniej tak długie jak głowa, szczypcowate. Czułki mają człon pierwszy co najmniej tak długi jak dwa następne razem wzięte. Oczy są większe niż u S. benoiti. Poprzeczna bruzda za oczami jest słabo widoczna, a zwykle zupełnie nieobecna. Zarys przedplecza jest sercowaty z wyraźnie zaokrąglonymi brzegami bocznymi. Pokrywy są nieowłosione, każda z pojedynczym chetoporem (punktem szczecinkowym) przytarczkowym, pozbawiona chetoporów dyskalnych. Tylna para skrzydeł zazwyczaj jest skrócona; osobniki długoskrzydłe spotyka się skrajnie rzadko. Stopy mają grzbietową stronę nieowłosioną.
Podgatunek nominatywny osiąga od 6,1 do 8 mm długości i jest smuklejszej budowy. Głowa jego cechuje się dłuższymi, zwykle sięgającymi do połowy oczu bruzdami czołowymi. Przedplecze ma proste kąty nasadowe i stopniowo rozszerza się ku przodowi. Pokrywy mają boczne brzegi słabiej zaokrąglone, przed środkiem proste lub bardzo słabo zafalowane, a rzędy wypłycające się ku szczytom, co dobrze widać zwłaszcza w przypadku drugiego z nich.
S. p obenbergeri osiąga od 7,7 do 8,9 mm długości i jest tęższej budowy. Głowa jego cechuje się krótszymi, zazwyczaj nie dochodzącymi do połowy oczu bruzdami czołowymi. Przedplecze ma dłuższe, ostre kąty nasadowe i ku przodowi rozszerza się gwałtownie. Pokrywy mają boczne brzegi silniej zaokrąglone, przed środkiem lekko wypukłe, a rzędy zagłębiające się ku szczytom, co dobrze widać zwłaszcza w przypadku drugiego z nich.

## Ekologia i występowanie

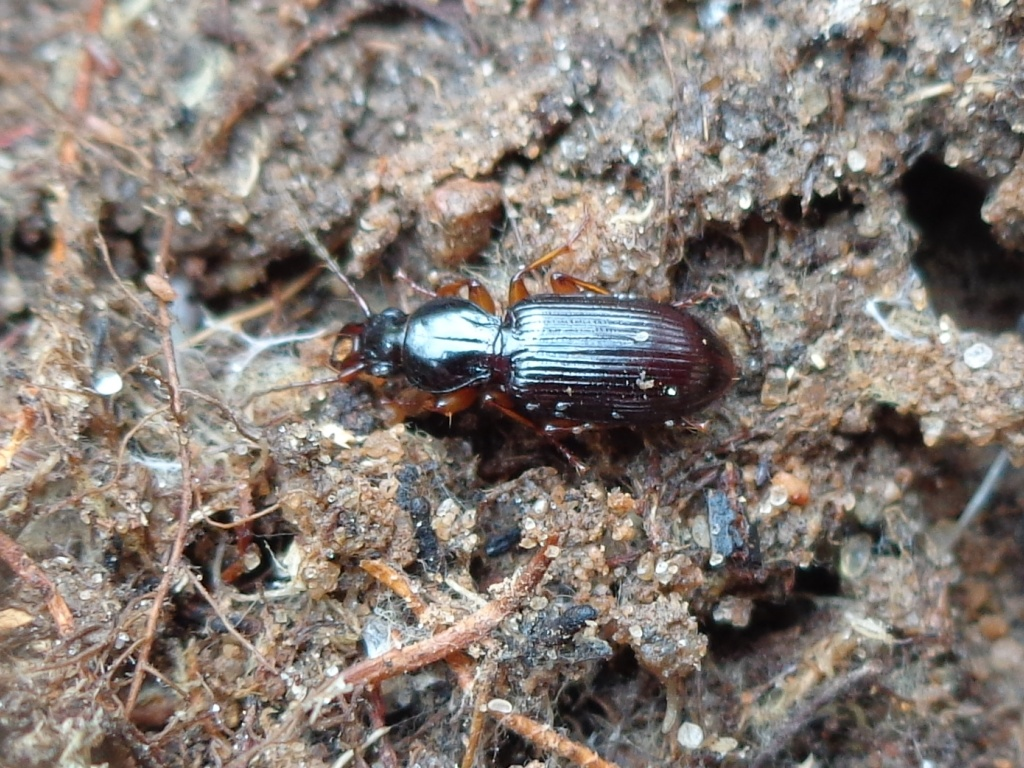
Imago w środowisku naturalnym

Owad rozmieszczony od nizin po niższe góry, spotykany na stanowiskach od otwartych po zacienione. Jest higrofilny. Zasiedla miejsca od umiarkowanie wilgotnych po podmokłe, w tym wilgotne i zalewowe lasy, pobrzeża wód, polany, łąki i pastwiska. Postacie dorosłe aktywne są od wczesnej wiosny do jesieni, a zimę spędzają wśród mchów, pod ściółką lub korą. Polują głównie nocą, dzień spędzając pod kamieniami, kłodami czy w kępach traw.
Gatunek pierwotnie palearktyczny. Podgatunek nominatywny znany jest z  Portugalii, Hiszpanii, Irlandii, Wielkiej Brytanii, Francji, Monako, Belgii, Holandii, Niemiec, Szwajcarii, Liechtensteinu, Austrii, Włoch, Danii, Szwecji, Norwegii, Finlandii, Estonii, Łotwy, Litwy, Polski, Czech, Słowacji, Węgier, Białorusi, Ukrainy, Mołdawii, Rumunii, Bułgarii, Słowenii, Bośni i Hercegowiny, Serbii, Czarnogóry, Albanii, Macedonii Północnej, europejskiej części Rosji (na wschód po Ural), europejskiej i anatolijskiej części Turcji, Gruzji i Armenii, a ponadto zawleczony został do Kanady. S. p obenbergeri jest natomiast endemitem karpackim, znanym tylko ze Słowacji, znajdywanym sporadycznie, jedynie na Nizinie Cisańskiej miejscami częstym, a na zachód docierającym do Niziny Naddunajskiej.